# Strzępkoskórka zmienna

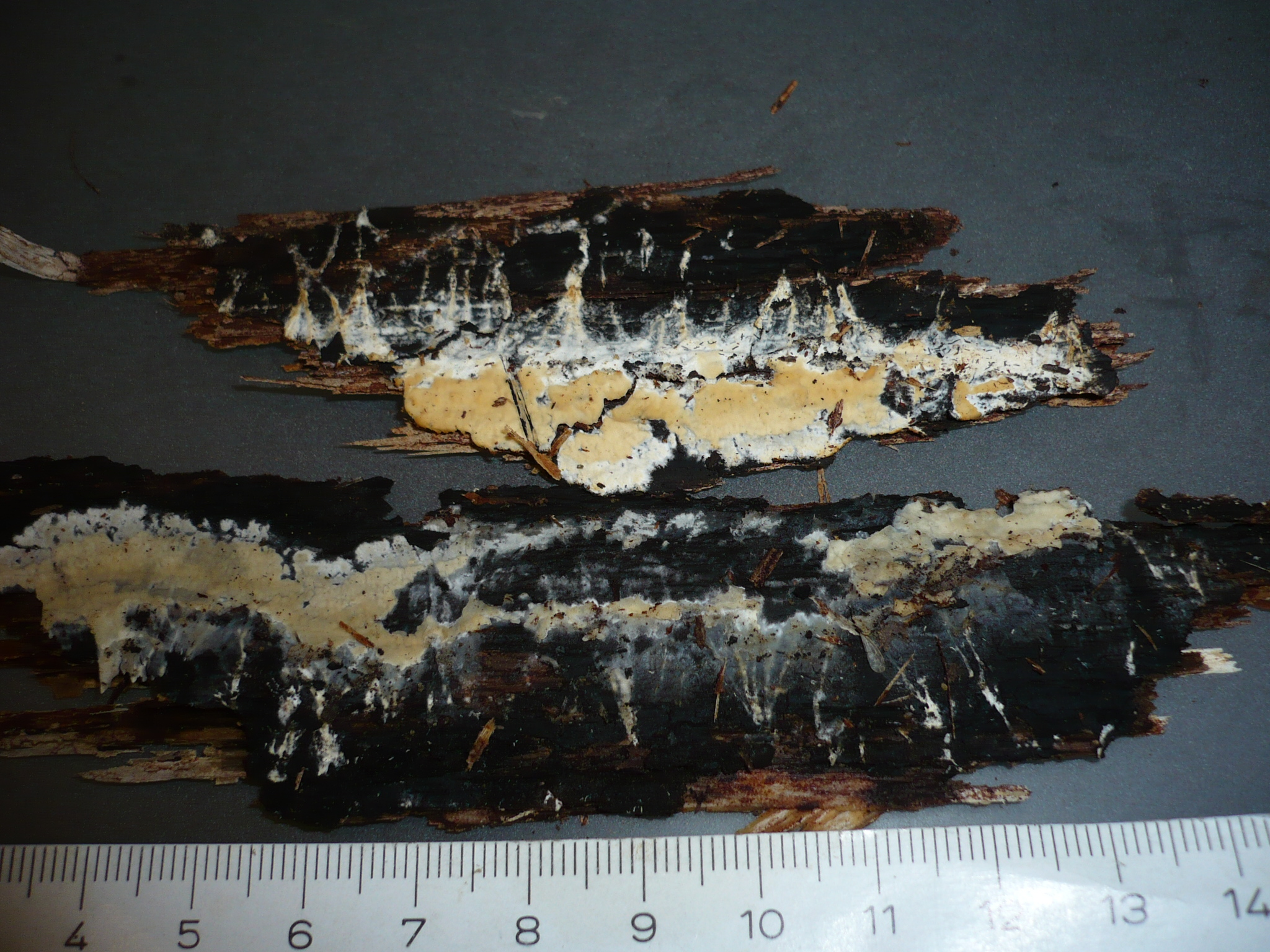

Strzępkoskórka zmienna (Mutatoderma mutatum (Peck) C.E. Gómez) – gatunek grzybów z rzędu żagwiowców (Polyporales).

## Systematyka i nazewnictwo
Pozycja w klasyfikacji według Index Fungorum: Mutatoderma, Hyphodermataceae, Polyporales, Incertae sedis, Agaricomycetes, Agaricomycotina, Basidiomycota, Fungi.
Gatunek ten opisał w 1890 roku Charles Horton Peck, nadając mu nazwę Corticium mutatum. Obecną, uznaną przez Index Fungorum nazwę nadał mu Carlos E. Gómez w 1976 r.
Synonimy:
- Corticium mutatum Peck 1890
- Gloeocystidium mutatum (Peck) S. Ito 1955
- Gloeopeniophora mutata (Peck) Y. Hayashi 1974
- Hyphoderma mutatum (Peck) Donk 1957
- Peniophora mutata (Peck) Höhn. & Litsch. 1906
- Radulum mutatum (Peck) Nikol. 1961

Polską nazwę zaproponował Władysław Wojewoda w 2003 r. dla synonimu Hyphoderma mutatum. Po przeniesieniu do rodzaju Mutatoderma nazwa ta stała się niespójna z nazwą naukową.

## Morfologia
Owocnik
Rozpostarty, początkowo biały, cienki, następnie staje się średnio gruby, lekko nabrzmiały o grubości 150–300 µm. Powierzchnia hymenialna biała, płowożółta, słomkowa, bladożółta do ochrowej, gładka do lekko grudkowatej. Brzeg biały, przerzedzony, nieokreślony, włókienkowaty do strzępiastego. W przekroju pionowym prawie szklisty, błoniasty
Cechy mikroskopowe
System strzępkowy monomityczny. Strzępki o średnicy 2,5–5 µm, gładkie, cienkie do grubościennych (do 1 µm), ze sprzążkami na przegrodach. Lamprocystydy wrzecionowate, 35–70 × 7-11 µm, ze sprzążkami w podstawie, wystające do 20 µm ponad powierzchnię hymenium. Leptocystydy maczugowate do cylindrycznych, 30–80 × 8–14 µm, ze sprzążkami w podstawie, cienko- do lekko grubościenne (do 0,5 µm), wystające do 25 µm ponad powierzchnię hymenium. Podstawki wąsko maczugowate, 35–60 × 6,5–8,5 µm, ze sprzążkami w podstawie, 4–sterygmowe. Bazydiospory kiełbaskowate,12,5–16 × 3,5–4,5 µm, gładkie, cienkościenne, nieamyloidalne.

## Występowanie i siedlisko
Występuje w Ameryce Północnej, Eurazji i w Afryce. W. Wojewoda w 2003 r. przytoczył wiele stanowisk w Polsce z uwagą, że rozprzestrzenienie tego gatunku w Polsce nie jest znane.
Nadrzewny grzyb saprotroficzny. Występuje w lasach i parkach na martwym drewnie drzew liściastych, zwłaszcza grabu pospolitego, buka, topoli osiki i lipy. Rozwija się na leżących na ziemi pniach i gałęziach.